# 社尼·巴莫
拉查翁亲王社尼·巴莫（RTGS：Seni Pramot；1905年5月20日—1997年7月28日），泰国政治家，前任泰國首相。
他的父母是泰王拉瑪二世的後裔Khamrob亲王（Prince Khamrob）和Daeng王妃（Mom Daeng <Bunnag>），他早年與弟弟克立·巴莫一起留学牛津大学伍斯特学院。大學畢業後，於格雷律師學院工作，返国以后，他研究泰国法律，在泰國大理院（泰國最高法院）的民事法庭實習6個月，后奉派为泰国驻美大使。
1941年，日本入侵泰国，他反对泰国政府与日本人的合作，在外国组成自由泰人运动。1945年9月战争结束，他回到泰国獲任为首相。他的主要成就是避免泰国成为英国的保护国。
1975年和1976年，他两次出任首相，期間任反對黨領袖。1976年10月6日，国防部长沙鄂·差罗如海军上将认为社尼政府的成员容忍共产主义，发动政变，創立泰軍高级军官組成的國家行政改革委員會，推翻社尼組建的短暫文人政府。

## 外部参考
- 泰国人怎么过春节 （页面存档备份，存于）

| 官衔               | 官衔                                                | 官衔               |
| ------------------ | --------------------------------------------------- | ------------------ |
| 前任： 他威·汶耶革 | 第6任泰國首相 1945年9月17日－1946年1月13日          | 繼任： 寬·阿派旺   |
| 前任： 讪耶·探玛塞 | 第12任泰國首相（繼任） 1975年2月25日－1975年3月14日 | 繼任： 克立·巴莫   |
| 前任： 克立·巴莫   | 第13任泰國首相（繼任） 1976年4月20日－1976年10月6日 | 繼任： 他寧·蓋威遷 |